# De Hoop (Sint Philipsland)
De Hoop is een houten korenmolen in Sint Philipsland in de Nederlandse provincie Zeeland.
De molen werd in 1724 gebouwd als opvolger van een standerdmolen. De molen bleef tot 1969 in bedrijf en werd in 1971 door de toenmalige gemeente Sint Philipsland. In 1972 en 1988 werd de molen gerestaureerd. In het laatste jaar werd de molen, die boven op de dijk staat, als gevolg van verhoging van de dijk in het kader van de Deltawerken mee omhoog gevijzeld. De molen is eigendom van de gemeente Tholen.
De Hoop is ingericht met twee koppels maalstenen en de Oudhollands opgehekte roeden hebben een lengte van 17,60 meter. In mei 2009 is de molen voorzien van een nieuwe kap. In januari 2010 is de molen heropend. Hij is op vrijwillige basis in bedrijf.